# ماما کویلا
ماما کویلا (انگلیسی: Mama Killa)، در اسطوره‌شناسی اینکا و دین امپراتوری اینکا، سومین قدرت و الهه ماه بود. او خواهر بزرگتر و همسر اینتی، دختر ویراکوچا و مادر مانکو کاپاک و ماما اوکلو، بنیان‌گذاران اساطیری امپراتوری و فرهنگ امپراتوری اینکا بود. او الهه ازدواج و چرخه قاعدگی بود و مدافع زنان به حساب می‌آمد. او همچنین برای گاه‌شماری اینکاها مهم بود.
افسانه‌های پیرامون ماما کویلا شامل این است که او اشک‌های نقره‌ای گریه می‌کرد و ماه گرفتگی هنگام حمله حیوانی به او ایجاد شد. او به شکل یک زن زیبا در نظر گرفته شده بود و معابد او توسط کاهنان فداکار خدمت می‌شد.